# Presentes por el Socialismo
Presentes por el Socialismo (PPS) fue un movimiento político colombiano de izquierda, fundado en 1996.

## Historia
Sus militantes provenían de distintas corrientes, desde el trotskismo, al camilismo o al marxismo-leninismo. Fue parte activa de la fundación del Frente Social y Político y de Alternativa Democrática. Como miembro del FSP participa en el Polo Democrático Alternativo. Su posición política aboga por el socialismo y la autonomía de las organizaciones alternativas y la reinterpretación marxista desde el financiamiento del sistema capitalista. Como organización social participa como miembro del Grupo  de Trabajo del Foro de São Paulo y como simpatizante en el Secretariado Unificado de la Cuarta Internacional. Tenía su fuerte en los universitarios, el Movimiento sindical del sector Bancario, Movimiento Popular y el magisterio. En las pasadas elecciones parlamentarias, como organización social (ya que no existe como Partido Político legalmente establecido en Colombia) apoyó para hacerse Senador al sindicalista Alexander López Maya quien se lanzó por el Partido Polo Democrático Alternativo
Presentes por el Socialismo es una confluencia de militantes de diversas experiencias políticas y organizativas de izquierda, que surgió a finales de año 1996, en momentos en que la caída del denominado socialismo real trajo como resultado las desmovilizaciones ideológicas y militares; y la idea de que la contradicción capital-trabajo había desaparecido con los planteamientos del fin de la historia, fortaleciendo el capitalismo y las terceras vías; negando la posibilidad de procesos revolucionarios. Presentes por el Socialismo se propuso renunciar a ciertas prácticas tradicionales que se han alimentado desde la izquierda; por ello combatió el sectarismo, el clientelismo, la corrupción, el vanguardismo, la antidemocracia y la manipulación como métodos dañinos para la construcción política.
Plantea que la combinación de teoría y práctica, el análisis de la realidad y el sentir de nuestros pueblos, nos permitirán ir transformando la correlación de fuerzas y poner en condiciones al pueblo de llegar a la revolución socialista mediante la lucha popular organizada y combativa en la cual la violencia revolucionaria se convierte en una necesidad de las masas para acceder al poder. 
El desarrollo de la política de Presentes por el Socialismo plantea un profundo respeto de la autonomía de las organizaciones populares. Buscó incidir y converger con ellas y con las otras fuerzas revolucionarias, construyendo, proponiendo y concretando la unidad revolucionaria de las izquierdas colombianas. 
Presentes por el Socialismo se guía por el pensamiento marxista y se nutre de otros pensamiento revolucionarios como el socialismo radical, humanista en esencia, libertario, internacionalista.
El fundamento estratégico es el poder popular, en tanto que estos consideran que en él convergen dos dinámicas: la del poder alternativo que se construye en el proceso revolucionario y la del poder que gobierna en la sociedad socialista. Por ello su acción estuvo dirigida a la construcción y potenciación del poder popular, que se construye en el seno de lo que la izquierda cataloga "pueblo" y en especial de las organizaciones sociales, en la lucha por las reivindicaciones propias, en la medida en que se adquiere mayor conciencia revolucionaria para la destrucción del poder burgués y la conquista del poder político mediante la acción de las masas revolucionarias.